# Up! Tour (turnê de Larissa Manoela)
"Up! Tour" foi a segunda turnê de concertos da cantora e atriz brasileira Larissa Manoela, promovida para divulgar sua carreira musical, seu álbum de estreia Com Você (2014) e singles recentes. A turnê iniciou-se em 4 de junho de 2017, em Salvador, Bahia, e percorreu diversas cidades do Brasil.

## Antecedentes
Antes da "Up! Tour", Larissa Manoela já era conhecida por seus papéis em novelas infantis do SBT. Em 2014, lançou seu primeiro álbum, cujas faixas deram origem ao repertório da turnê. A ideia era consolidar sua transição para os palcos como cantora solo, levando um show pop voltado ao público jovem por diversas cidades do Brasil.

## Figurinos e Visuais

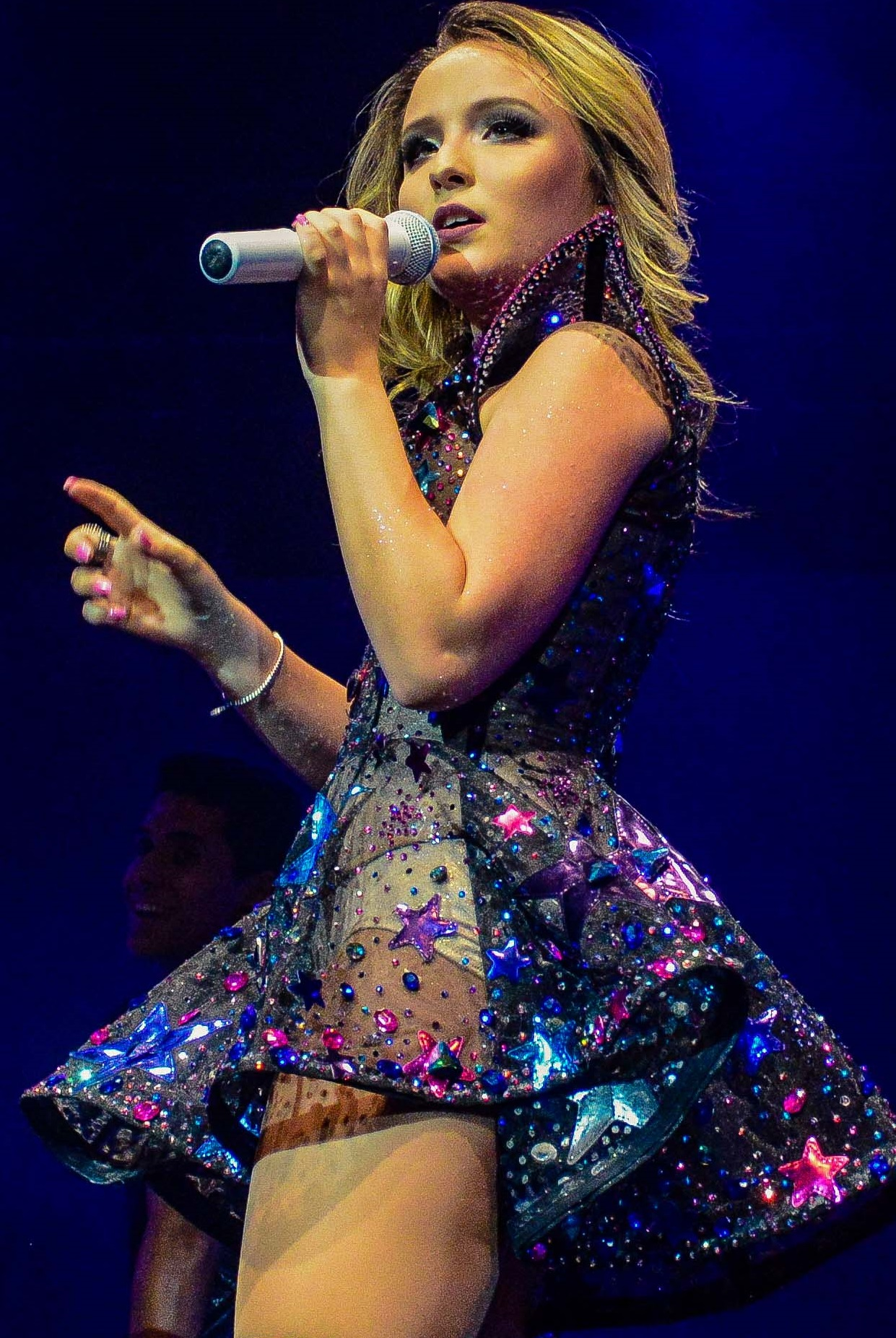
Figurino utilizado no Ato 1 do show de 8 de outubro de 2017 em São Paulo, no Espaço das Américas.

Durante a turnê, Larissa utilizou peças com brilhos, aplicações de paetês, botas de cano alto, jaquetas metalizadas e vestidos com cortes modernos e cores vibrantes. Em algumas músicas mais emocionais, optava por roupas mais delicadas, com tecidos leves e tons claros, criando contraste com os blocos mais dançantes do show.
Além dos figurinos, os visuais da turnê incluíam penteados e maquiagens temáticas, que variavam conforme o bloco do show e cidade. Em apresentações de maior porte, o conceito visual era complementado por painéis de LED, projeções gráficas e iluminação sincronizada, criando uma atmosfera imersiva. Indo de uma galáxia e elementos cósmicos no Ato 1, uma sessão acústica no Ato 2, sua versão do campo e música country no Ato 3 e uma vida de popstar no Ato 4.
A maioria dos figurinos, considerados fixos, foi feita por Michelly X que já trabalhou com artistas como Ivete Sangalo e Xuxa.

## Repertório
O repertório abaixo corresponde ao show realizado no dia 4 de junho de 2017, durante o festival Arraiá do Galinho, em Salvador (BA). Por se tratar de uma apresentação de estreia, com caráter promocional e inserida em um festival, o setlist pode ter sofrido alterações significativas nas demais datas da turnê.
| Ato 1 1. "Na Hora H" 2. "Oi, Psiu" 3. "Fugir Agora" 4. "Boy Chiclete" 5. "Quinze" 6. "Pra Ver Se Cola" Ato 2 1. "Com Você (I'll Be There)" 2. "Beijo, Beijinho, Beijão" 3. "Papel de Parede" 4. "Admirador Secreto" 5. "Meu Pacto" Ato 3 1. "Alcançar a Liberdade" 2. "Minha Alegria de Viver" 3. "Coisas Boas da Vida" 4. "Ela Quer Ser Alguém" 5. "Pôr do Sol" Ato 4 1. "Hoje é Meu Dia" 2. "Tô Nem Aí" 3. "No Olhar" 4. "Superstar (Superstar)" 5. "Cúmplices de um Resgate (Complices Al Rescate)" |

Notas
- Em 4 de junho de 2017, no show realizado em Salvador, Daniel juntou-se ao palco na apresentação da música "Ela Quer Ser Alguém".[14]

## Datas
| Data                   | Cidade/UF             | Estado              | Local                                         | Observações                         |
| ---------------------- | --------------------- | ------------------- | --------------------------------------------- | ----------------------------------- |
| 4 de junho de 2017     | Salvador              | Bahia               | Parque de Exposições                          | Gravação do DVD – Arraiá do Galinho |
| 19 de agosto de 2017   | Presidente Prudente   | São Paulo           | Ginásio Municipal de Esportes Watal Ishibashi |                                     |
| 20 de agosto de 2017   | Marília               | São Paulo           | Ginásio Municipal de Santo Antônio            |                                     |
| 26 de agosto de 2017   | Poços de Caldas       | Minas Gerais        | Ginásio Poliesportivo Dr. Arthur Mendonça     |                                     |
| 27 de agosto de 2017   | Ribeirão Preto        | São Paulo           | Centro de Eventos Ribeirão Shopping           |                                     |
| 10 de setembro de 2017 | João Pessoa           | Paraíba             | Teatro Pedra do Reino                         |                                     |
| 8 de outubro de 2017   | São Paulo             | São Paulo           | Espaço das Américas                           |                                     |
| 12 de outubro de 2017  | Parnamirim            | Rio Grande do Norte | Parque de Exposições Aristófanes Fernandes    | Festa do Boi – Festival             |
| 15 de outubro de 2017  | Curitiba              | Paraná              | Teatro Positivo                               |                                     |
| 29 de outubro de 2017  | Santos                | São Paulo           | Arena Santos                                  |                                     |
| 5 de novembro de 2017  | Belo Horizonte        | Minas Gerais        | Shopping Del Rey                              |                                     |
| 3 de dezembro de 2017  | Brasília              | Distrito Federal    | Ginásio Nilson Nelson                         |                                     |
| 10 de dezembro de 2017 | Rio de Janeiro        | Rio de Janeiro      | Jeunesse Arena                                |                                     |
| 7 de janeiro de 2018   | Guarapari             | Espírito Santo      | Arena Premium                                 |                                     |
| 24 de março de 2018    | São José do Rio Preto | São Paulo           | Centro Regional de Eventos                    |                                     |
| 8 de abril de 2018     | Londrina              | Paraná              | Parque Ney Braga                              | Expo Londrina – Festival            |
| 14 de abril de 2018    | Cuiabá                | Mato Grosso         | Centro de Eventos do Pantanal                 |                                     |
| 15 de abril de 2018    | Campo Grande          | Mato Grosso do Sul  | Parque de Exposições Laucídio Coelho          | 80ª Expogrande – Festival           |
| 29 de abril de 2018    | Uberaba               | Minas Gerais        | Parque Fernando Costa                         | ExpoZebu 2018 – Festival            |
| 26 de maio de 2018     | Florianópolis         | Santa Catarina      | Stage Music Park                              |                                     |
| 27 de maio de 2018     | Lages                 | Santa Catarina      | Parque Conta Dinheiro                         | 30ª Festa do Pinhão – Festival      |
| 24 de junho de 2018    | Votorantim            | São Paulo           | Praça de Eventos Lecy de Campos               | Festa Junina – Festival             |
| 5 de agosto de 2018    | Porto Alegre          | Rio Grande do Sul   | Auditório Araújo Vianna                       |                                     |
| 26 de agosto de 2018   | Belém                 | Pará                | Ginásio Mangueirinho                          |                                     |
| 13 de outubro de 2018  | Niterói               | Rio de Janeiro      | Ginásio Caio Martins                          |                                     |
| 3 de novembro de 2018  | Curitiba              | Paraná              | Teatro Positivo                               |                                     |
| 11 de novembro de 2018 | Belo Horizonte        | Minas Gerais        | Teatro SESIMINAS                              | Pocket Show – Evento fechado        |